# Polski Fiat 125p Coupé
La Polski Fiat 125p Coupé est un prototype de voiture de sport conçue par le constructeur polonais FSO en 1971.

## Description

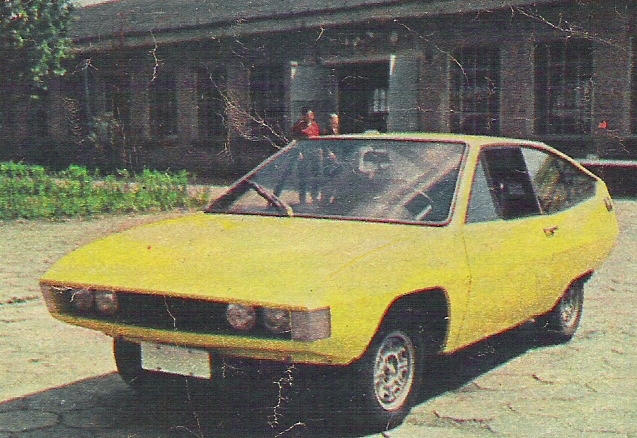
Polski Fiat 125p Coupé

Le coupé est conçu par l'ingénieur Zdzisław Wattson. L'habitacle peut accueillir quatre personnes, bien que la place sur le siège arrière soit limitée. Les sièges avant sont rabattables pour accéder à l'arrière du véhicule. L'intérieur permet une bonne visibilité dans toutes les directions. La fiat 125p Coupé se caractérise par un coffre volumineux pour le véhicules de sa classe. Par rapport à la Polski Fiat 125P de série le Coupé est équipé d'un volant plus petit, des pneus plus larges et d'un moteur plus puissant.
L'unique exemplaire se trouve au musée de la motorisation à Varsovie.

## Fiche technique
- Moteur avec quatre cylindres en ligne de 1500 cm³, d'une puissance de 90 ch à 6500 tr/min
- Pneumatiques: 185/70 SB-13, jantes 5J x 13
- Voie avant : 1315 mm, voie arrière : 1291 mm
- Vitesse maximale: 170 km/h